# Michael Seibel
Michael Seibel (Brooklyn, Nova York, EEUU; el 7 d'octubre de 1982) és director general de Y Combinator i cofundador de dues startups: Justin.tv/Twitch i Socialcam. Es va unir a Y Combinator per primera vegada el 2013, assessorant centenars de startups, i ha estat actiu en la promoció dels esforços de diversitat entre els fundadors de startups.

## Biografia
Seibel va néixer a Brooklyn i considera que Nova York és la seva ciutat preferida. Es va traslladar a East Brunswick, Nova Jersey quan era preadolescent i es va graduar el 2000 a l'institut d'East Brunswick. A Yale, es va especialitzar en ciències polítiques i es va fer amic de Justin Kan. Es va graduar el 2005 i després de la seva graduació, va treballar com a director de finances a la infructuosa candidatura de Kweisi Mfume al Senat dels Estats Units el 2006. A continuació es va traslladar a Silicon Valley per cofundar Justin.tv, i es va convertir en director general de l'empresa (de 2007 a 2011). A continuació, es va convertir en conseller delegat de Socialcam, una aplicació social per compartir vídeos que es va llançar el març del 2011 i es va vendre a Autodesk per 60 milions de dòlars el 2012 (després d'existir només 18 mesos). Es va convertir en soci a temps parcial de Y Combinator el gener de 2013, i es va unir a Y Combinator com el seu primer soci afroamericà l'octubre de 2014. El 2014 Justin.tv va passar a dir-se Twitch Interactive i aquest mateix any es va vendre a Amazon per 970 milions de dòlars.
Algunes de les seves inversions inclouen Cruise (que es va vendre a GM per 1.000 milions de dòlars), Luxe, Walker and Company, Locol, Bluesmart, Scentbird, Lugg, Jopwell, Triplebyte i Bellabeat.
El 2016, va esmentar la necessitat de més startups al servei dels pares amb fills petits. Va esmentar Clever i Panorama Education, ambdues graduades de Y Combinator, com a exemples prometedors. El 2016 es va convertir en director general de la unitat de Y Combinator Core, on ajudarà a executar el pla de Y Combinator per reduir les beques i posar en marxa un MOOC que serveixi com una versió lleugera i oberta de YC.
Abans d'unir-se a YC, Michael Seibel va ser un mentor clau per als cofundadors d'Airbnb i els va recomanar a Y Combinator.
El 10 de juny del 2020 es va anunciar el nomenament de Seibel com a membre del consell d'administració de Reddit, en substitució d'Alexis Ohanian, que va dimitir el 5 de juny del 2020 en resposta a l'assassinat de George Floyd. En el seu anunci de dimissió, Alexis Ohanian havia instat el consell d'administració de Reddit a cobrir el seu lloc vacant al consell amb un candidat negre. Més tard, Reddit va nomenar Seibel com el "primer membre negre del consell d'administració a la història de l'empresa".
El 15 de desembre del 2020, es va anunciar que Seibel va ser nomenat membre de la junta directiva de Dropbox.